# 板尾創路の脱獄王
『板尾創路の脱獄王』（いたおいつじのだつごくおう）は、2010年の日本映画。
予告編におけるキャッチコピーは、「その男は どんな過酷な状況でも 脱獄を可能にする」、「人は彼を脱獄王と呼ぶ」、「救世主 板尾創路が放つ“獄”上クライム・ラビリンス！」、「その逃亡、ワケあり。」。

## 概要
お笑いタレントの板尾創路の監督作品であり、長編映画デビュー作でもある。
第19回日本映画批評家大賞新人監督賞を受賞。
タイトルが示す通り脱獄を題材とした作品であり、板尾が小学生の頃に見た『大脱走』や『パピヨン』の影響を受けているという。
なお、映画本編の内容は4部構成となっており、主人公の鈴木がとある刑務所から脱獄を図る冒頭と、昭和八年に信州第二刑務所に鈴木が入所するところから始まる前半、それから12年後の昭和二十年に鈴木が北陸中央刑務所に入所し、なおかつ冒頭につながる展開の中盤、そして鈴木が監獄島に送られる後半となっている。また、戦前から戦時中の日本を舞台とした作品であるため、ビジュアル面では現代的なものの無い昭和当時に近い光景を創るべく、名古屋に存在する、歴史的な建築物が移築されている「博物館明治村」の敷地内の「金沢監獄中央看守所・監房」といった場所で撮影が行われた。また、昭和当時の日本語の記述法に則って、劇中での日本語の文章の内横書きのものについては右から左へ読む形式となっており、一例として鈴木が冒頭や中盤にて収監されている特殊な独房の「特殊鎮静房」は劇中の原文ママでは「房静鎮殊特」である。

## ストーリー
物語は、とある刑務所に収監されている囚人の鈴木雅之が、脱獄を図るところから始まる。
それから遡ること十二年前の昭和八年、信州第二刑務所に新しく入所することになった囚人たちの中に、鈴木の姿があった。その鈴木に対し、看守長の金村や他の看守たちは注意を向けていた。なぜなら鈴木はこの刑務所に入る以前に、拘置所から2度も脱獄したという前科の持ち主であったからだ。新しく入所した囚人への身体検査において、他の囚人は褌一丁で検査を受ける中で鈴木だけが全裸で検査を受けるという特別扱いをされるが、そこで看守の臼井は鈴木の胸に富士山を逆さまに描いた逆さ富士の刺青に目を向けてから、「拘置所、2度脱獄したらしいな。ここじゃそうはいかんからな」と釘を刺される。しかし、検査を終えた直後の鈴木は金村と看守の飯塚によって割り当てられた独房へ入れられた直後、独房の高い位置にある窓まで自力で昇って、そこを破って脱獄する。この報告を受けた所長の後藤は金村を叱責するが、直後に所長室の電話が鳴り、鈴木が北門を抜けた先の線路沿いで捕まったとの報告が入る。その報告に金村は首をかしげ、夜の見回りに同行した看守の野崎も「何で鈴木はあんなわかりやすい場所へ逃げたのか」と疑問を口にする。線路沿いは見晴らしがよく、脱獄した囚人を追いかける看守にとっては見つけて捕まえるのが簡単な場所であったからだ。
一方の鈴木は元の独房へ戻されていたが破った窓は修理された挙句外から金網で覆われ、同じ手での脱獄は不可能となり、加えて鈴木の両手には独房の中であっても常に手錠がかけられていた。しかし、当の鈴木は勝手に手錠を外したりと反抗的な態度が目立ち、怒った野崎から暴力を振るわれてもその姿勢は変わらなかった。そんな鈴木に金村は強い興味を抱き、飯塚に鈴木の資料を用意させて目を通す。そこで金村が目にしたのは、鈴木が無銭飲食、いわゆる食い逃げというちっぽけな罪状で捕まっただけの人物でありながら、拘置所を2度も脱獄するに及んだという異例の経歴であり、しかもその脱獄は2度とも線路沿いへ逃走したところで身柄を確保という結末であった。これによって鈴木への興味を深めた金村は後藤に、鈴木の反抗的な態度は看守である自分に責任があるという名目で、1年間休暇を全面返上して看守の務めに励むと宣言し、後藤から呆れられながらも同意を得るに至った。それから程なくして鈴木は再び手錠を勝手に外し、野崎たちから暴力を振るわれるがその場に赴いた金村は既に鈴木が十分に叩きのめされていたことからこれ以上の暴力は制止し、代わりに毎日1回は独房と鈴木の身体の検査を行い、かつ翌日は食事抜きという罰を与えることでその場を収めた。
やがて、数々の所業により中庭を散歩するのを許されていなかった鈴木は、手錠をかけられたままで、かつ臼井に縄で引かれるという半ば拘束された状態で1月ぶりに中庭を散歩する。この時鈴木は中庭の一角にある、金網で覆われた古井戸に目を向け、金網の一角にある破れ目から一本の針金を懐に入れるが、臼井はこれに気付かず、遠くから見張っていた野崎も同じであった。そして鈴木は独房の中でこっそりと針金を丸める。やがて独房と鈴木の身体の検査が看守たちの手で行われるが、針金を誰も見つけることの出来ないまま時は流れ、昭和八年の大晦日の夜に金村が独房を見回った際も、鈴木は再三注意されたのにそれを無視して掛布団を頭深くまでかぶり、顔を出さずに寝ていたため金村は独房内へ立ち入るが、鈴木の手錠は外されることなくそのままであった。
さらに時は流れ、昭和九年の九月に金村は後藤から司法省の行刑局の成人矯正課補佐官に任ずるという、司法省からの通達書を見せられるも1年間の休暇返上期間をまだ終えていなかったことからこの出世の人事を断り、今の立場のままで刑務所に残ることを選択する。一方鈴木は独房の中で大便を便器の木の桶に排泄していたが、一際いきんだところで桶から金属の音が鳴る。鈴木は手に入れた針金を丸めた状態で、飲み込んで体の中へと隠しており、定期的に排泄しては洗って飲み込んで隠し直すのを繰り返すやり方で看守の目を欺いていた。ところがこの日は、まだ桶の中に針金が残された状態で唐突に独房の扉が開けられ、看守から「鈴木！出ろ！」との声が飛んで来る。独房の中の大便用便器である桶は、看守の監督下で水道のある洗い場まで囚人の手で運ばされ、そこで囚人が洗うことになっていたが、それはその時になって初めて看守から囚人に伝えられるという、不定期の不意打ちにも等しいものであった。それでも鈴木は看守に気付かれぬよう、桶を洗う片隅でこっそりと針金を洗うと口に運ぶがそれを飯塚に気付かれる。とっさに引き立てられ口を調べられるも鈴木は丸めた針金を飲み込み誤魔化したが、直後に飯塚から「紛らわしい真似するな」と警棒で叩かれる。
それからしばらくした秋のある日、鈴木は中庭を散歩しており、それを離れた場所から見張っていた野崎は金村に対し、最近の鈴木は手錠を外さなくなったと報告するが、鈴木は空を見上げ、空高く飛ぶ鳥を眺めていた。やがて金村の1年間の休暇返上期間が終わりを迎え、金村は久しぶりに休暇を取って自宅で家族と時を過ごそうと、飯塚たちから労いの言葉をかけられて帰宅の途に入ろうとするが、強風が吹き荒れる嵐の手前という天気の状態を前に、一抹の不安を感じるも結局は刑務所を離れる。だが、その不安は的中し、鈴木は針金を巧みに使って独房の扉の鍵をこじ開けるのに成功すると、単身で見回りをしていた野崎にあわや気付かれそうになりながらも、思わぬ偶然と勢いを増す強風が生む騒音に紛れる形で、独房のある区画の廊下の天井裏を破って脱獄する。野崎は自身が当直を務める時間を終え、後の時間を担当する同僚を残して詰所から廊下に出たところで、屋内なのに強風の騒音がやけに大きいことからようやく不自然さを感じ、鈴木が開けた天井裏の穴と鍵をこじ開けられた関係で勝手に開いた独房の扉、そして独房内の物を布団の中に入れて鈴木が寝ているように偽装された痕跡を目にする。即座に刑務所内に非常警報が鳴り響く中、飯塚は電話で警察に鈴木の脱獄を伝え、捜査協力も要請するが直後に野崎に対し、金村に報告するかどうかを尋ねる。やがて、報告を受けた金村は休暇を返上して刑務所へと赴き、鈴木の捜索へと参加するが、鈴木の逃亡先について看守らが予想をした「東の水田を迂回するか、北の山越えを図る」に看守たちが対処する中、金村は過去の鈴木の行動から昨年の脱獄の時と同じく、鈴木が線路沿いに逃走すると考え、後藤はこれに疑問を覚えるも金村は飯塚や野崎らを引き連れて線路沿いへと向かう。金村の予想通り、鈴木は線路沿いを逃走していたが線路脇のススキが生い茂る草叢に隠れていた看守たちが前後を塞ぎ、鈴木の身柄を抑える。体を押さえつけられ、手錠を掛けられた鈴木を見て金村は「もういい！」と看守たちに言ってから鈴木に近づくと、自身や看守たちを欺いて脱獄を図ったことへの怒りとばかりに右の拳を鈴木の顔へ叩き込む。
それからさらに時は流れ、昭和十一年の九月に改めて司法省から金村に対し、司法省の行刑局への異動を命じる辞令書が届き、先とは違って断る理由の無い身である金村はこの辞令を呑んで、刑務所を離れる。そして司法省への出勤当日、金村はこの辞令の主である司法省の高官の上羅やその部下たちに出迎えられ、晴れて司法省の一員となる。一方鈴木は信州第二刑務所から別の刑務所に身柄を移されていたが、そこからも脱獄して線路沿いに逃げ込んでは捕まるのを繰り返し、それは新聞の記事やラジオのニュースという形で金村の耳目にも入るのであった。いつしか鈴木は世間から「脱獄王」と呼ばれるようになり、鈴木を題材にした漫画が子供たちの間で人気を集めるなど時の人となるが、何度も脱獄を繰り返し、ついにその回数が二桁台にまで達したことから鈴木は幾度もの裁判で有罪判決を受けた事で刑期はどんどん伸びてゆき、ついには無期懲役の判決が下されることとなった。
そして、鈴木と金村が初めて顔を合わせた時から十二年後の昭和二十年、日本が戦争の真っただ中にある状況下で、無期懲役の身となった鈴木は北陸中央刑務所へと移送され、看守の竜崎らによって独房が並ぶ区画の突き当りに位置する「特殊鎮静房」に、手錠を掛けられた状態で放り込まれる。

## キャスト
一部の登場人物の人名は、劇中に登場する文章にのみ登場する。

### 主要人物
鈴木雅之：板尾創路
最初は食い逃げで捕まっただけの男だが、身体能力と奇想天外なアイディアで脱獄を繰り返し、これによって劇中では当初の罪状からは想像の付かないほどに刑期が伸び、鈴木の脱獄を報道するラジオのニュースによると有期刑としては懲役76年という、重い刑罰を科せられた身となるが、それでも脱獄に及んだ結果、法廷における最終的な判決は無期懲役。金村と出会う前に既に拘置所から2度も脱獄した曰くつきの囚人で、金村を含めた刑務所の看守たちからは目を付けられており、他の囚人と同じく囚人番号は存在するものの劇中では「鈴木」と名指しで呼ばれることが多かった。胸に逆さ富士の刺青を入れている。非常に無口で、看守に虐待をされても表情一つ変えないほどミステリアスな印象の持ち主。脱獄の腕はあるのになぜか線路沿いという、見通しが良くて追いかける方から見れば簡単に見つけられる場所で捕まるという初歩的なミスを繰り返し、最終的には監獄島刑務所に送られる。
金村清二：國村隼
信州第二刑務所の看守長（初登場時）。鈴木が信州第二刑務所での最初の脱獄を行い、その後も反抗的な態度を見せることに対して「看守である私の責任」と称して1年間休暇を返上して看守の務めを果たすと上司の後藤に宣言した上で最後までやり通し、その休暇返上期間が終わった直後の休暇中の非番の時に鈴木が脱獄したと知るや休暇を返上して刑務所へ急行して鈴木の捜索に当たるほどの実直な人物。鈴木にただならぬ雰囲気を感じ取り、最終的に司法省の高官となっても鈴木の最期を見届けたいと鈴木の監獄島への移送に同行すると上羅に申し入れ、同行する。いくつもの手がかりを得たことから最終的に鈴木の目的を見抜いた、劇中でただ一人の人物。

### 司法省
上羅小五郎：石坂浩二
司法省の高官で金村を取り立てた人物。教会で祈りを捧げる金村の姿に嫌悪感を抱く。

### 信州第二刑務所
後藤等：阿藤快
信州第二刑務所の所長で金村（初登場時）の上司。
飯塚：木下ほうか
信州第二刑務所の看守で金村の部下。野崎程ではないが、囚人に対しては暴力的な面を持つ一方、上司の金村には敬意を払っている。
野崎：増本庄一郎
信州第二刑務所の看守で金村の部下。同刑務所での最初の脱獄で捕まって以降の、独房の中でも常に手錠を掛けられた状態の鈴木が無言で手錠を外すよう要求したり、勝手に手錠を外すという反抗的な振る舞いに、暴力で制裁を加える。
臼井：宮迫博之
信州第二刑務所の看守。鈴木の身体検査や、脱獄によって独房から外へ出るのを制限されていた鈴木が中庭で散歩する際の同行役を担当する。

### 北陸中央刑務所
北陸中央刑務所・所長：オール巨人
無期懲役の有罪判決を受けた鈴木が収容された、北陸中央刑務所の所長。視察に訪れた金村に刑務所の案内をする。
竜崎：木村祐一
北陸中央刑務所の看守。反抗的な態度が目立つ鈴木に単独、あるいは他の看守と共同で虐待をする。しかしそれが鈴木の脱獄のための計画的なものであるのに、最後まで気付かないまま脱獄を許すことになった。
五九四号：千原せいじ
北陸中央刑務所の囚人で顔の右半分のケロイドが特徴。うめき声を上げている。

### 監獄島
逸見幸之助：ぼんちおさむ
監獄島の所長で右目じりの大きなあざが特徴。また、歩行時には杖を用いている。監獄島が囚人の脱獄を決して許さない堅牢な場所であると自信を持っていて、金村に「ここは自然が作り出した、鉄壁の監獄」と豪語し、鈴木の脱獄によって脱獄警報が鳴り響いても悪天候を理由に看守を動員しての捜索は明日から行うと金村に説明したり、鈴木の移送に同行した関係で食事を摂っていなかった金村にのんびりと食事を勧める。
性格は大雑把で、自分と金村に出された茶のうち自分の方に虫の死骸が入っているのに気付いても、死骸を取り除くだけで茶自体は平然と飲んでいるが、劇中に登場する刑務所の所長の中では部下の看守たちと最も友好的な関係を築いていた。
橋本：津田寛治
監獄島の看守。逸見に命じられて金村の応対役を務める。鈴木が脱獄をしたことで行われる「ドロ狩り」に嬉々とした表情で参加しようとするが、金村が囚人の資料を改めて見たいと逸見に申し込んだことで、金村の手伝いをするよう逸見から命じられる。
監獄島・囚人：榎木兵衛
監獄島の最奥部に収容されている囚人の二人のうちの一人。
監獄島・囚人：笑福亭松之助（特別出演）
監獄島の最奥部に収容されている囚人の二人のうちの一人。

## 用語
信州第二刑務所
劇中前半の舞台。その名の通り、長野県内に立地する刑務所であり、詳細な位置は不明ながらも刑務所から見て南側に住宅地があり、東側に水田、北側に山地がある。刑務所の敷地を囲う塀はレンガ造りの頑丈なものであるが、刑務所の建物自体は木造建築であるため、同刑務所における鈴木の最初の脱獄（拘置所を含めると通算3度目）は独房内の木製の窓枠と板ガラスで出来た窓を割って、そこから抜け出すという手で行われたが、これについては窓を修理した上でさらに外側から金網で覆うという対処法が執られた。
司法省
信州第二刑務所を含む、日本各地の刑務所を管理下に置く行政官庁にして、史実では1871年（明治四年）から1948年（昭和二十三年）まで存在した実在の組織。金村は一地方の刑務所の看守長から、司法省への栄転を以って出世の道を歩むことになった。劇中前半と中盤の舞台。
北陸中央刑務所
劇中冒頭と中盤の舞台。名前から北陸地方内に立地する刑務所と思われるが詳細な位置は不明。敷地を囲む塀も刑務所の建物自体も全てコンクリート造りの頑丈な刑務所で、度重なる脱獄によって無期懲役の有罪判決を受けた鈴木は同刑務所に移送された後、凶悪犯が収監されている独房が並ぶ区画の突き当りに位置する、「特殊鎮静房」へと収監された。また、金村が上羅の命を受けて行った全国各地の監獄状況の視察において、北陸中央刑務所を訪れた際には応対した同刑務所の所長の説明によると、独房に収監している凶悪犯と、雑居房に収監している軽微な罪を犯した囚人とを合わせて現在342名が収監されており、収監可能な最大数は600名で、何よりも囚人の脱獄を1人たりとも許していないとのことであったが、鈴木の脱獄によってその輝かしい記録は潰えた。
なお、鈴木が金村と初めて出会ってから十二年もの歳月が過ぎたことをわかりやすく表現するためか、北陸中央刑務所の看守の制服は戦後の昭和中期の警察官の制服に酷似しており（これは鈴木を移送してきた某施設の看守も同様）、鈴木の両手に掛けられた手錠も同じである。
監獄島
劇中後半の舞台。日本国内の刑務所の中でも位置・立場共にかなり特殊な刑務所であり、司法省の高官級の者でさえ通常は足を踏み入れることは無く、金村の監獄状況の視察においても対象外とされていた。また、「監獄島」という名前自体が日本の刑務所としては一見すると不自然ではあるが劇中に登場する司法省が発行した、鈴木の身柄移送の命令書の中に「監獄島」と明記されているため、正式な名称である模様。その名の通り、日本とソ連の国境にほど近い孤島の一角に存在し、刑務所の区画自体は島の中心の岩山をくり抜いて作っており、外壁の一部は整えられた人工物然とした外観で、その一角には刑務所の紋章と思しき「○に囲まれたカタカナのメの1文字」が刻まれているが、内部の通路は鉱山の坑道に近い構造で、看守室も椅子やテーブルが並べられ、絵画といった美術品も飾られたりしているものの、外部とつながる扉の無い出入り口を備えた吹きさらしの中にあるため、簡単に布で覆われているだけの資料棚に並ぶ囚人の資料は埃にまみれている。島から見て西の本土側の海は海流同士がぶつかり合っているため波が激しく、北東の島の方にはソ連の船が展開しており、迂闊に近づけば容赦なく撃ち殺され、加えて島を囲む海の中にはフカが生息していることから泳いで脱獄することは不可能。このため、通常は島への出入りには劇中で鈴木を移送するのに用いられた囚人護送船の様な船が使われる模様。
そして、この刑務所の最も特異な点は、死刑判決こそ受けなかったものの、無期懲役や終身刑の様な「法的に死ぬまで監獄に閉じ込めることが認められた凶悪犯」を文字通り死ぬまで収監させる、事実上の終身刑務所であり、そこに入れられた囚人は戸籍を抹消され、戸籍上の名前で呼ばれることも無くなり、二度と娑婆へ戻ることができないとされており、金村は無期懲役の身になっても再び脱獄をやらかした挙句監獄島送りとなった鈴木に「これからお前が行くところは、奈落だ。あそこには入口はあっても出口が無い。鈴木雅之という人間は生きながらこの世から抹殺されるんだよ」と語った。
また、ここに入れられた囚人は先述の通り名前で呼ばれることは無いだけでなく、看守の橋本曰く「名前でさえ区別されておらず、ドロと呼ばれるものとして扱われているだけ」であり、囚人の扱いも劣悪で、収監されたばかりの囚人は首の後ろ側にカタカナのメの1文字の焼き印を押され、何本もの鉄の棒を組み合わせて作った小さな檻の中に頭だけを出した、身動き一つままならない状態で入れられ、そのまま数十年が経過して心身ともに全盛期を過ぎた年寄りになってから檻から出し、刑務所内の通路の様な場所の中に限定する形で半ば放し飼いにするという状態である。このため、一般的な刑務所における監獄は独房・雑居房共に存在しないが、所長の逸見は金村に対する説明においては先述の小さな檻を「独房」と表現し、放し飼いにするのを「雑居で過ごす」と表現している。また、食事は1日あたり1回だけとのこと。
実は鈴木の最終目的地であり、独房こと小さな檻から鈴木が脱獄した後で金村によってようやくそれが突き止められる。
ドロ狩り
監獄島から脱獄を図った囚人の捜索に対する、所長の逸見や看守らが用いる俗称。監獄島に収監されているのは「死ぬまで監獄に閉じ込めておくべき凶悪犯」ばかりであることから、看守に脱獄を図った囚人を生きて捕えようという考えは無く、見つけ次第射殺するという方針であることからこの名前が付いた。これに対して金村は「あなた方には囚人を監視する義務はあっても、刑を執行する権利は無いはず」と訴えるが、逸見は「ここじゃ、そういうのは通用せんのですよ」と反論した。また、看守が鈴木を見つけて撃ち殺すのを楽しむような描写があったり、逸見が部下とドロ狩りの結果について賭けを行っている描写があることから、これ自体が逸見や看守にとっては娯楽である模様。
看守の追跡を逃れて海に飛び込んだ囚人も過去に存在したが、その囚人は海の中でフカに襲われ、体の半分を食べられた無残な姿（橋本曰く「あれを見たら数日は飯を食えない」）となって発見されており、どちらにしても脱獄が不可能となっている所以である。劇中で鈴木が脱獄した件は「久しぶり」とされている。

## 出品先
- 沖縄国際映画祭2009
- 第14回釜山国際映画祭
- 第53回アジア太平洋映画祭
- 第9回マラケシュ国際映画祭